# بتر فوتوگرافی
بتر فوتوگرافی (به انگلیسی: Better Photography) یک مجله با موضوع عکاسی است که به‌صورت ماهانه در هند منتشر می‌شود.
هر شماره از این مجله شامل بخش‌هایی مانند: معرفی تکنیک‌های دیجیتالی، مقالاتی در مورد عکاسی و بررسی تجهیزات آن و همچنین مصاحبه با عکاسان موفق و حرفه‌ای و معرفی نمونه کارهایی از آنها است.